# اليعسوب (مجلة)
مجلة اليعسوب هي أول مجلة طبية تصدر باللغة العربية. أصدرها في القاهرة سنة 1865 الدكتور محمد علي باشا البقلي (رئيس مدرسة قصر العيني بين عامي 1863 و1876)، بالاشتراك مع إبراهيم دسوقي بك، وكانت تصدر شهريًا وتطبع بمطبعة بولاق الأميرية، حتى توقفت عام 1876.
كان صدور المجلة بعد حوالي 39 عامًا من إنشاء مدرسة الطب في أبي زعبل، واتخذت المجلة شعارًا لها الآية القرآنية:
| اليعسوب (مجلة) | يَخْرُجُ مِنْ بُطُونِهَا شَرَابٌ مُخْتَلِفٌ أَلْوَانُهُ فِيهِ شِفَاءٌ لِلنَّاسِ | اليعسوب (مجلة) |

ظل البقلي والدسوقي يقومان على المجلة حتى العدد الخامس والعشرين، ثم انسحب الدسوقي وبقي البقلي يديرها وحده، حتى انضم إليه محمد إسماعيل في العدد الثاني والأربعين، فأصبحت تصدر باسميهما معًا.
أسهم في تحرير المجلة مشاهير الأطباء والصيادلة والكتّاب في ذلك العصر، من أمثال أحمد ندا وخليل حنفي وحسن عبد الرحمن والقابلة جليلة تمرهان.
بعد توقف اليعسوب عن الصدور عام 1876 أصدرت الحكومة المصرية في 2 مايو 1881 مجلة طبية شهرية أخرى سميت «المنتخب»، أسندت إدارتها إلى الدكتور أحمد حمدي مفتش الصحة آنذاك.